# Абдел Фатах Сиси
Абдел Фатах Саид Хусайн Халил Сиси (на арабски: عبد الفتاح سعيد حسين خليل السيسي) е египетски офицер (фелдмаршал) и политик, настоящ президент на Египет.
Роден е на 19 ноември 1954 г. в Кайро. Завършва военно училище през 1977 г., след което служи в армията, достигайки до длъжността ръководител на военното разузнаване.
По време на революцията от 2011 г. оглавява военния съвет, завзел властта след отстраняването на президента Хосни Мубарак. През юли 2013 г. участва активно и във военния преврат, довел до свалянето на президента Мохамад Морси, след който става вицепремиер и военен министър. Печели първите президентски избори след преврата с 97%. Мандатът му като президент на Египет започва на 8 юни 2014 г. Правителството на Сиси дава неограничена власт на армията.
През март 2018 г. Сиси печели президентските избори с голяма преднина пред единствения друг кандидат Муса Мустафа Муса. Избирателната активност е малко над 41%